# Ljungsjö (Seglora socken, Västergötland)
Ljungsjö är en sjö i Borås kommun i Västergötland och ingår i Viskans huvudavrinningsområde.